# Сант'Амато-Назути (Кјети)
Сант'Амато-Назути (итал. Sant'Amato-Nasuti) је насеље у Италији у округу Кјети, региону Абруцо.
Према процени из 2011. у насељу је живело 824 становника. Насеље се налази на надморској висини од 283 м.